# Associação Internacional de Ciência Regional
A Associação Internacional de Ciência Regional (em inglês:  Regional Science Association International, RSAI) é uma organização internacional de ciência regional, criada em 1954 por iniciativa do economista norte-americano Walter Isard, como uma comunidade internacional de estudiosos interessados nos impactos regionais dos processos nacionais ou globais da mudança económica e social. Localizada na Universidade dos Açores, na região autónoma homónima de Portugal, a organização está sob o centro de vinte e duas organizações regionais em todo o mundo.